# Benjamin (rzeka)
Benjamin – rzeka w stanie Maine w Stanach Zjednoczonych. Rzeka uchodzi do zatoki Penobscot na Oceanie Atlantykim.